# Gene Cherico
Gene Cherico, rodným jménem Eugene Valentino Cherico, (15. dubna 1935 Buffalo – 12. srpna 1994 Santa Monica) byl americký jazzový kontrabasista. Od dětství hrál na bicí, později působil v armádě, kde si zranil ruku a přešel ke kontrabasu. Studoval na Berklee College of Music. V letech 1957 až 1959 hrál s trumpetistou Herbem Pomeroyem. Řadu let spolupracoval s klavíristkou Tošiko Akijoši. Během své kariéry spolupracoval s mnoha dalšími hudebníky, mezi něž patří například Gary Burton, Paul Desmond, Stan Getz, George Shearing a Frank Sinatra.